# Miles Master
Майлз Мастер (англ. Miles Master) — британський навчальний літак часів Другої світової війни. Інтенсивно використовувався в Королівських ВПС і ВПС флоту Великої Британії для завершального етапу навчання пілотів.
Також використовувався в ролі буксира мішеней, а також готувався для використання в ролі винищувача на початковому етапі битви за Британію.

## Історія

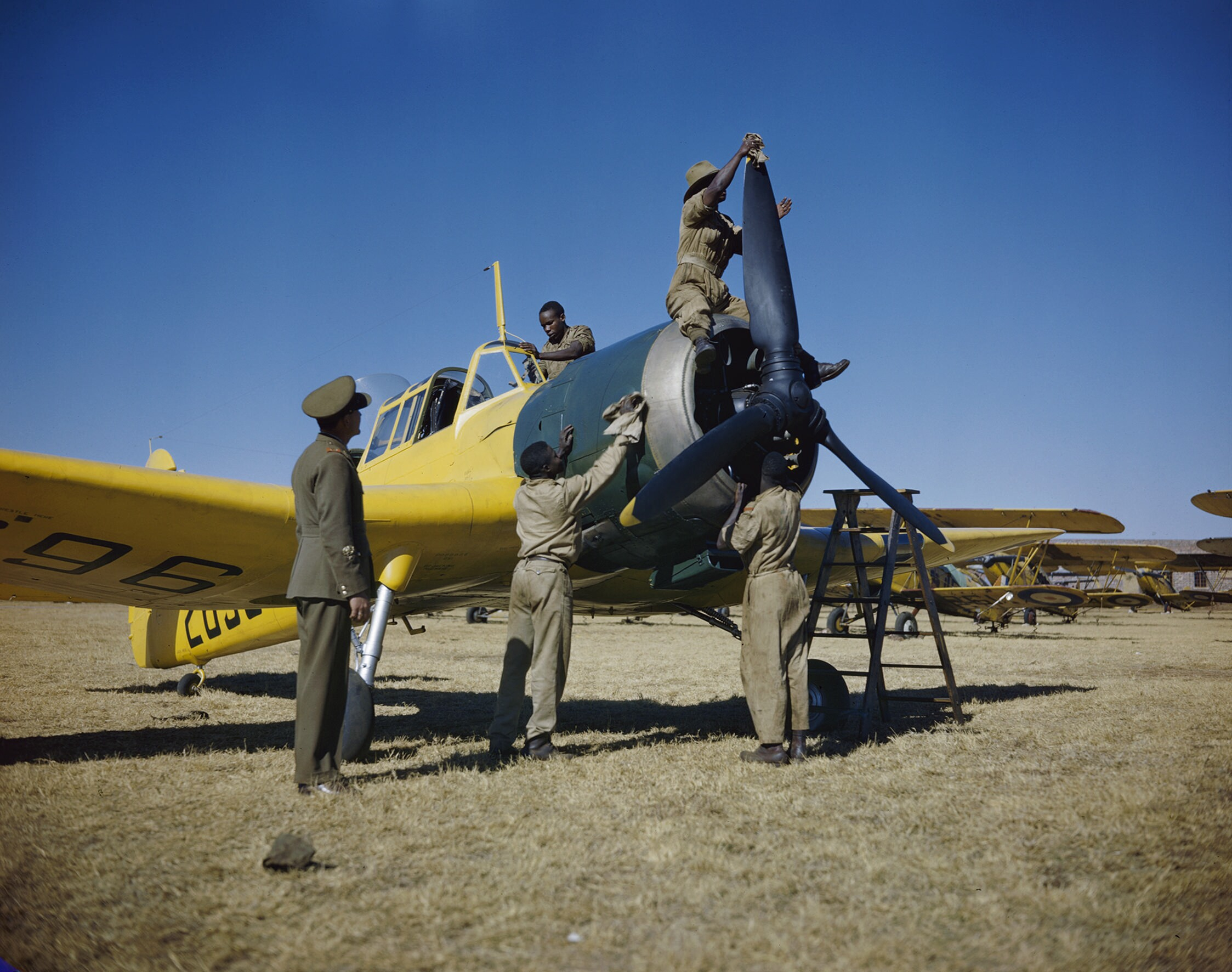
Master в Південній Африці. 1943 рік.

В середині 1930-их років Королівські ВПС почали приймати на озброєння перші швидкісні моноплани і стало зрозуміло, що для завершальних етапів підготовки пілотів необхідні навчальні літаки з схожими характеристиками. В відповідь на такий запит Miles Aircraft почав розробку низькоплана з двигуном Rolls-Royce Kestrel XVI потужністю 745 к.с., який використовувався в винищувачах Hawker Fury і Hawker Hart. Суцільно-дерев'яний літак було названо за двигуном Miles Kestrel і запропоновано на розгляд міністерству авіації. Міністерство авіації вважало ідею передчасною і відхилило пропозицію, але Майлз продовжив розробку і 3 червня 1937 року Kestrel піднявся в повітря. Він мав максимальну швидкість 483 км/год, що було всього на 30 км/год менше за найновіший Hawker Hurricane.
Наступного року міністерство авіації все ж погоджуються з ідеєю швидкісного навчального літака і 11 червня 1938 року видає специфікацію 16/38. Специфікація вимагала цілий ряд змін порівняно з Kestrel, зокрема довелось переробити ліхтар кабіни, хвостову частину з хвостом, радіатор перенесли з носу на середню частину під крилом і двигун поміняли на 715-сильний Kestrel XXX. Як і Kestrel новий літак M.9 був суцільно-дерев'яний з фанерною обшивкою, але слабший двигун зменшив максимальну швидкість на цілих 100 км/год. Проте це все ще був найшвидший навчальний літак на цей момент і він був прийнятий на озброєння під назвою «Мастер» (англ. Master) і відправлений в серійне виробництво без прототипа. Також було виділено контракт 2 млн фунтів стерлінгів, що було рекордною сумою виділеною на навчальний літак на той момент.
Перший з 900 замовлених «M.9A Мастерів» піднявся в повітря 31 березня 1939 року, але до початку Другої світової війни тільки 7 надійшли на озброєння. В процесі виробництва відсувна кабіна була замінена на відкидну, а в 1942 році заокруглені кінці на прямі зменшивши довжину крила на 97 см.
Декілька «Мастерів» були перероблені в одномісні винищувачі з шістьма 7,7-мм кулеметами на початку битви за Британію. Проте жоден з цих M.24 Master Fighter так і не використовувався.

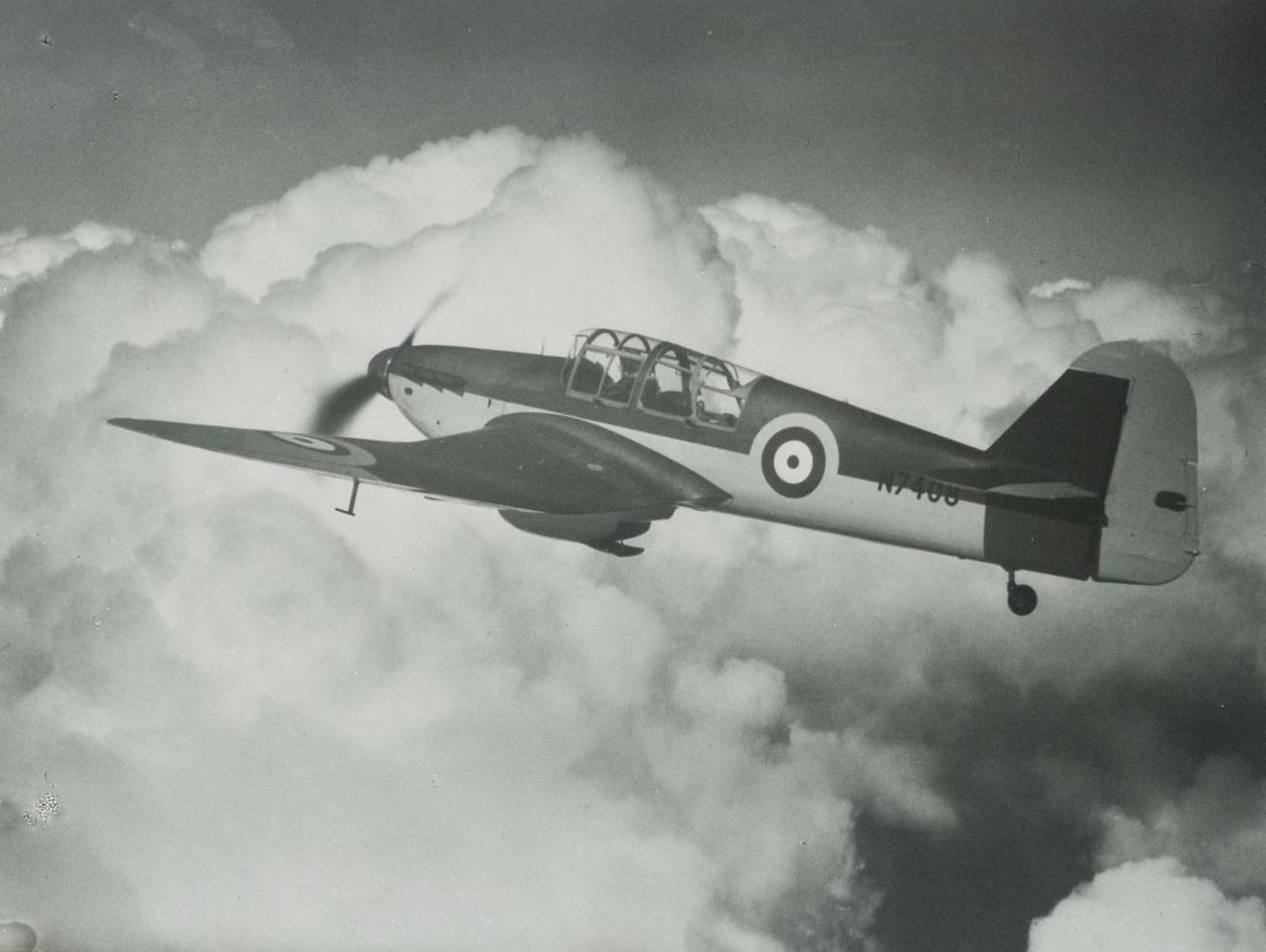
M.9A Master

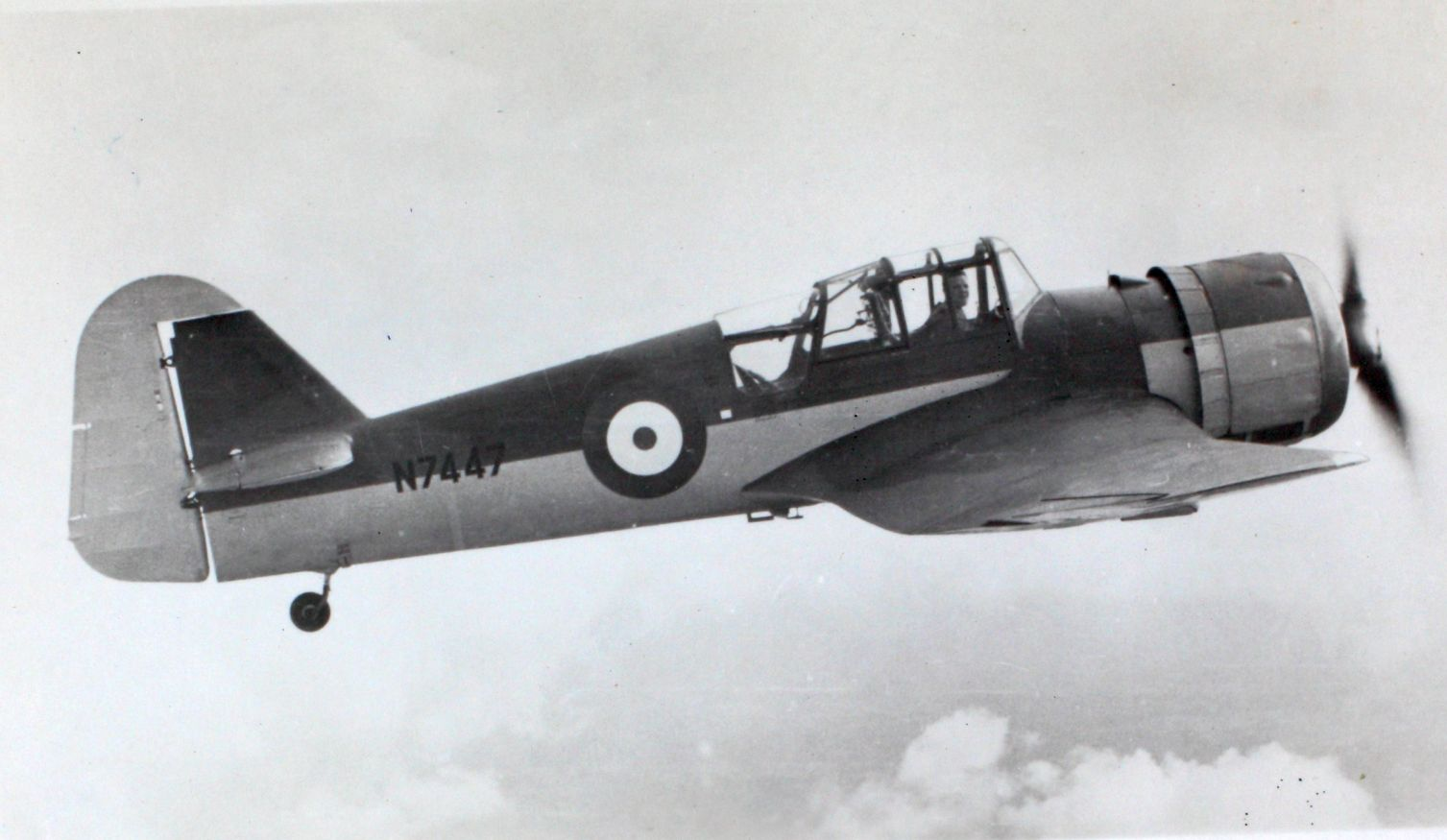
M.19 Master II

Ще до початку серійного виробництва міністерство авіації запропонувало розробити варіант з двигуном Bristol Mercury XX потужністю 870 к.с., оскільки виробництво двигунів Kestrel було припинено. Цей варіант отримав заводське позначення M.19 Master II і вперше піднявся в повітря в листопаді 1939 року. Максимальна швидкість була на 26 км/год більше ніж в «Мастера I».
Побоюючись нестачі двигунів Mercury ще один варіант M.27 Master III з двигуном Pratt & Whitney Wasp Junior потужністю 825 к.с. Модифікація з цим двигуном була готова в 1940 році і запущена в виробництво паралельно з Мастером II. Загалом було виготовлено 1748 «Мастерів II» і 602 «Мастерів III».
Окрім навчальних польотів «Мастер II» також використовувався для експериментів, зокрема один був обладнаний некерованими ракетами для оцінки використання його для навчання використання цього озброєння, а в 1942 році літак було модифіковано для ролі буксира легких планерів. Останній літак було модифіковано всього за п'ять днів після запиту, а після успішних випробувань декілька інших «Мастерів» були модифіковані для буксиру планерів General Aircraft Hotspur.
Окрім Британії 26 «Мастерів» було надано Єгипту, 18 — Туреччині і один Португалії. Для оцінки літака по одному екземпляру було продано в США і Ірландію.

## Тактико-технічні характеристики
Дані з Consice Guide to British Aircraft of World War II

### Технічні характеристики
- Екіпаж: 2 особи
- Довжина: 8,99 м
- Висота: 2,82 м
- Розмах крила: 11,89 м
- Площа крила: 21,83 м²
- Маса порожнього: 1947 кг
- Максимальна злітна маса: 2528 кг
- Двигун: Bristol Mercury XX
- Потужність: 870 к. с. (649 кВт.)

### Льотні характеристики
- Максимальна швидкість: 389 км/год (на висоті 1830 м.)
- Практична стеля: 7650 м.
- Дальність польоту: 632 км

### Озброєння
- Стрілецьке:
  - 7,7-мм курсовий кулемет Browning М1919
- Підвісне:
  - навчальні бомби